# Gabbia per bambini

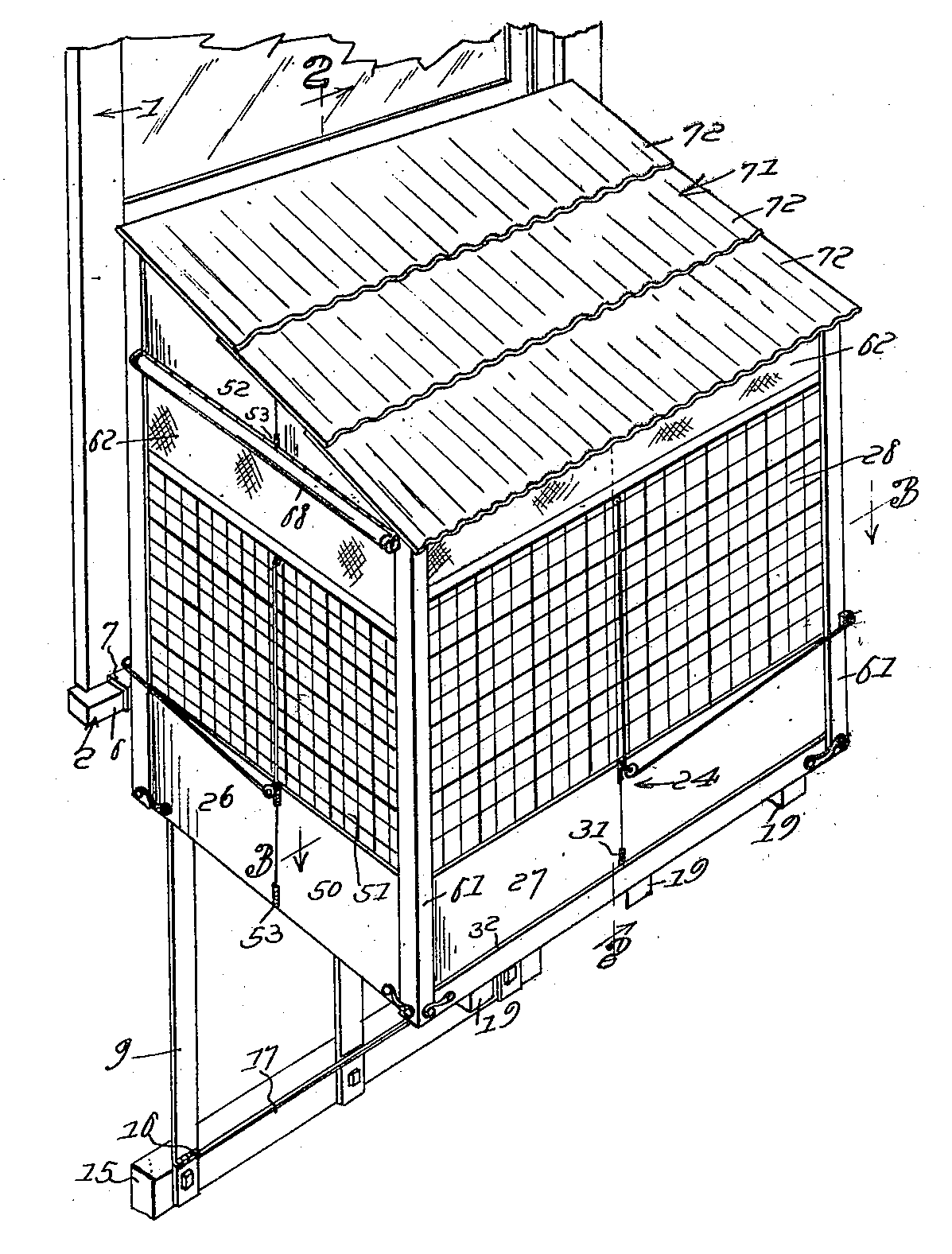
Figura 1 dal brevetto di Emma Read per una "gabbia per bambini portatile"

Una gabbia per bambini era una gabbia metallica contenente coperte e un materasso che veniva sospesa alle finestre degli appartamenti senza balcone. La "gabbia sanitaria", come venne inizialmente chiamata, fu inventata dalla signora Robert C Lafferty per fornire ai bambini che vivevano in città affollate sole e aria fresca.

## Storia
All'inizio del 1900 furono costruite molte scuole all'aria aperta nel tentativo di combattere il diffondersi della tubercolosi . La creazione delle gabbie per bambini fu dovuta appunto alla convinzione che l’aria aperta e la ventilazione fossero fondamentali nella lotta contro l’epidemia.
Nel 1908, seguendo le raccomandazioni di un medico sulla necessità di aria fresca per i bambini, Eleanor Roosevelt attaccò "una specie di scatola con filo metallico in alto e sui lati" all'esterno di una delle finestre sul retro della sua casa di New York perché Anna, la sua prima figlia nata quell'anno, potesse farci i suoi sonnellini mattutini. Seguendo il consiglio dello stesso medico, Roosevelt lasciava piangere la bambina senza intervenire, fino a che il vicinato minacciò di denunciare la madre alla Società di New York per la Prevenzione della Crudeltà verso i Bambini. Negli anni successivi Roosevelt riferì di essere rimasta scioccata dalla reazione dei vicini, dicendo che pensava di essere semplicemente una madre moderna.
Nel 1922, Emma Read presentò una domanda di brevetto per una "gabbia per bambini portatile". Questa gabbia doveva essere sospesa al bordo esterno di una finestra, cosi che vi si potessero riporre i bambini.
L'uso delle gabbie per bambini divenne molto popolare a Londra negli anni '30. The installation had been created for children who live in cities without gardens. Questo apparecchio fu realizzato per i bambini che vivono in città senza giardini.  Queste gabbie per bambini venivano regalate dalle comunità di quartiere, come il Chelsea Baby Club, a tutti i membri che non avevano un giardino. Nel 1935, il Royal Institute of British Architects indicò i balcons pour bébés come elemento essenziale per ogni abitazione della classe media, citando l'esempio dell'iniziativa Chelsea Baby Club. All'inizio della Seconda Guerra Mondiale, la Battaglia d'Inghilterra posta in atto dalla Luftwaffe pose fine all'uso delle gabbie per bambini in tutta Londra, ma queste riapparvero a partire dal 1953, anche se non altrettanto popolari.
La vendita di gabbie per bambini diminuì progressivamente verso la metà del 1900, probabilmente a causa di problemi di sicurezza e dell’aumento del traffico automobilistico urbano.

## Design
Sebbene i materiali fossero diversi, il design generale era comunque simile. Una gabbia a rete permetteva il passaggio dell’aria e della luce solare impedendo al bambino di cadere nella strada sottostante. Alcuni modelli incorporavano dei tetti per proteggere il bambino dalla neve, dalla pioggia o dai detriti caduti dall'alto.